# Tar (Kroatië)
Tar is een dorp in Kroatische provincie Istrië, vlak bij de stad Poreč. Tar hoort bij de gemeente Tar-Vabriga. De Italiaanse naam voor de plaats Tar is Torre. 